# Gartentier des Jahres
Seit dem Jahr 2010 vergibt die Heinz Sielmann Stiftung in Deutschland die Auszeichnung Gartentier des Jahres. Mit diesem Titel will die Stiftung auf die ökologische Bedeutung von naturnahen Gärten für die einheimische Tierwelt aufmerksam machen.
Das jeweilige Gartentier des Jahres wird in einer Online-Abstimmung bestimmt.

## Preisträger
| Jahr       | Tierart                                 | wissenschaftlicher Name | Bild                |
| ---------- | --------------------------------------- | ----------------------- | ------------------- |
| 2010       | Grünfink                                | Carduelis chloris       | 2010 Grünfink       |
| 2011       | Eichhörnchen                            | Sciurus vulgaris        | 2011 Eichhörnchen   |
| 2012       | Rotkehlchen (auch 2017 Tier des Jahres) | Erithacus rubecula      | 2012 Rotkehlchen    |
| 2013       | Amsel                                   | Turdus merula           | 2013 Amsel          |
| 2014       | Blaumeise                               | Cyanistes caeruleus     | 2014 Blaumeise      |
| 2015, 2016 |                                         | nicht ausgewiesen       |                     |
| 2017       | Rotkehlchen (auch 2012 Tier des Jahres) |                         | 2017 Rotkehlchen    |
| 2018       | Dunkle Erdhummel                        | Bombus terrestris       |                     |
| 2019       | Blaugrüne Mosaikjungfer                 | Aeshna cyanea           |                     |
| 2020       | Braunbrustigel                          | Erinaceus europaeus     | 2020 Braunbrustigel |
| 2021       | Stieglitz                               | Carduelis carduelis     | 2021 Stieglitz      |
| 2022       | Blauschwarze Holzbiene                  | Xylocopa violacea       |                     |
| 2023       | Gartenhummel                            | Bombus hortorum         |                     |
| 2024       | Hausrotschwanz                          | Phoenicurus ochruros    |                     |
| 2025       | Gartenschläfer                          | Eliomys quercinus       |                     |